# Huohong
Huohong är en socken i Kina. Den ligger i provinsen Yunnan, i den sydvästra delen av landet, omkring 220 kilometer nordost om provinshuvudstaden Kunming. Antalet invånare är 32 223. Befolkningen består av 14 971 kvinnor och 17 252 män. Barn under 15 år utgör 27,0 %, vuxna 15-64 år 63 %, och äldre över 65 år 8,0 %.
Genomsnittlig årsnederbörd är 971 millimeter. Den regnigaste månaden är juli, med i genomsnitt 209 mm nederbörd, och den torraste är januari, med 8 mm nederbörd.